# Lijst van voetbalinterlands Irak - Jemen
Deze lijst van voetbalinterlands is een overzicht van alle officiële voetbalwedstrijden tussen de nationale teams van Irak en Jemen. De landen hebben tot op heden dertien keer tegen elkaar gespeeld. De eerste ontmoeting, een kwalificatiewedstrijd voor het Wereldkampioenschap voetbal 1994, werd gespeeld in Irbid (Jordanië) op 26 mei 1993. De laatste confrontatie, een groepswedstrijd tijdens de Golf Cup of Nations 2024, vond plaats op 22 december 2023 in Koeweit.

## Wedstrijden
| №  | Plaats      | Datum             | Competitie               | Wedstrijd    | Uitslag |
| -- | ----------- | ----------------- | ------------------------ | ------------ | ------- |
| 1  | Irbid       | 26 mei 1993       | WK 1994 kwalificatie     | Jemen − Irak | 1 − 6   |
| 2  | Chengdu     | 16 juni 1993      | WK 1994 kwalificatie     | Irak − Jemen | 3 − 0   |
| 3  | Dubai       | 3 december 2004   | Vriendschappelijk        | Irak − Jemen | 3 − 1   |
| 4  | Amman       | 25 september 2010 | West-Azië Cup 2010       | Irak − Jemen | 2 − 1   |
| 5  | Erbil       | 23 juli 2011      | WK 2014 kwalificatie     | Irak − Jemen | 2 − 0   |
| 6  | Al Ain      | 28 juli 2011      | WK 2014 kwalificatie     | Jemen − Irak | 0 − 0   |
| 7  | Madinat Isa | 12 januari 2013   | Golf Cup of Nations 2013 | Jemen − Irak | 0 − 2   |
| 8  | Koeweit     | 29 december 2017  | Golf Cup of Nations 2017 | Irak − Jemen | 3 − 0   |
| 9  | Sharjah     | 12 januari 2019   | Azië Cup 2019            | Jemen − Irak | 0 − 3   |
| 10 | Karbala     | 11 augustus 2019  | West-Azië Cup 2019       | Irak − Jemen | 2 − 1   |
| 11 | Doha        | 2 december 2019   | Golf Cup of Nations 2019 | Jemen − Irak | 0 − 0   |
| 12 | Basra       | 12 januari 2023   | Golf Cup of Nations 2023 | Irak − Jemen | 5 − 0   |
| 13 | Koeweit     | 22 december 2024  | Golf Cup of Nations 2024 | Irak − Jemen | 1 − 0   |

## Samenvatting
| Competitie          | Totaal gespeeld | Winst Irak | Gelijk | Winst Jemen | Doelsaldo Irak – Jemen |
| ------------------- | --------------- | ---------- | ------ | ----------- | ---------------------- |
| WK-kwalificatie     | 4               | 3          | 1      | 0           | 11 − 1                 |
| Azië Cup            | 1               | 1          | 0      | 0           | 3 − 0                  |
| West-Azië Cup       | 2               | 2          | 0      | 0           | 4 − 2                  |
| Golf Cup of Nations | 5               | 4          | 1      | 0           | 11 − 0                 |
| Vriendschappelijk   | 1               | 1          | 0      | 0           | 3 − 1                  |
| Totaal              | 13              | 11         | 2      | 0           | 32 − 4                 |